# Frankfurt (Main) Flughafen Fernbahnhof
Frankfurt (Main) Flughafen Fernbahnhof este gara pentru trenuri de lung parcurs adiacentă Aeroportului Internațional Frankfurt.
Gara asigură legături feroviare directe cu Amsterdam, Berlin, Bruxelles Sud, Hamburg, München Hbf, Wien Hbf etc.
Pentru legături regionale există gara Frankfurt Flughafen Regionalbahnhof, situată direct sub terminalul 1 al aeroportului.